# Snooker-Saison 1987/88
Zur Snooker-Saison 1987/1988 gehörten sechs Snooker-Profiturniere mit Einfluss auf die Snookerweltrangliste und eine Reihe weiterer Turniere in verschiedenen Formaten, die alle zwischen August 1987 und dem Finale der Weltmeisterschaft am 2. Mai 1988 ausgetragen wurden.

## Saisonergebnisse
Die folgende Tabelle zeigt die Saisonergebnisse.
| Datum                        | Turnier                                 | Austragungsort  | Art                   | Sieger                      | Finalgegner                  | Ergebnis  |
| August 1987                  | Australian Masters                      | Sydney          | Einladungsturnier     | Stephen Hendry              | Mike Hallett                 | 371:226 1 |
| August 1987                  | Australian Professional Championship    | Sydney          | Non-Ranking           | Warren King                 | Eddie Charlton               | 10:7      |
| August 1987                  | Canadian Professional Championship      | Toronto         | Non-Ranking           | Cliff Thorburn              | Jim Bear                     | 8:4       |
| 28. bis 31. August 1987      | Tokyo Masters                           | Tokio           | Einladungsturnier     | Dennis Taylor               | Terry Griffiths              | 6:3       |
| September 1987               | South African Professional Championship | Germiston       | Non-Ranking           | François Ellis              | Jimmy van Rensberg           | 9:4       |
| 2. bis 6. September 1987     | Hong Kong Masters                       | Hongkong        | Einladungsturnier     | Steve Davis                 | Stephen Hendry               | 9:3       |
| 17. bis 20. September 1987   | Scottish Masters                        | Glasgow         | Einladungsturnier     | Joe Johnson                 | Terry Griffiths              | 9:7       |
| 21. bis 23. September 1987   | Carling Challenge                       | Dublin          | Einladungsturnier     | Dennis Taylor               | Joe Johnson                  | 8:5       |
| 25. bis 4. Oktober 1987      | International Open                      | Stoke-on-Trent  | Weltranglistenturnier | Steve Davis                 | Cliff Thorburn               | 12:5      |
| Anfang Oktober 1987          | Matchroom Professional Championship     | Southend-on-Sea | Einladungsturnier     | Dennis Taylor               | Willie Thorne                | 10:3      |
| 17. bis 25. Oktober 1987     | Grand Prix                              | Reading         | Weltranglistenturnier | Stephen Hendry              | Dennis Taylor                | 10:7      |
| 26. bis 31. Oktober 1987     | Canadian Masters                        | Toronto         | Einladungsturnier     | Dennis Taylor               | Jimmy White                  | 9:7       |
| 13. bis 29. November 1987    | UK Championship                         | Preston         | Weltranglistenturnier | Steve Davis                 | Jimmy White                  | 16:14     |
| 1. bis 13. Dezember 1987     | World Doubles Championship              | Northampton     | Einladungsturnier     | Mike Hallett Stephen Hendry | Cliff Thorburn Dennis Taylor | 12:8      |
| 1. bis 10. Januar 1988       | Classic                                 | Blackpool       | Weltranglistenturnier | Steve Davis                 | John Parrott                 | 13:11     |
| Januar 1988                  | Matchroom League                        | verschieden     | Liga                  | Steve Davis 2               | Stephen Hendry 2             | 4:4 2     |
| Januar 1988                  | Welsh Professional Championship         | Newport         | Non-Ranking           | Terry Griffiths             | Wayne Jones                  | 9:3       |
| 24. bis 31. Januar 1988      | Masters                                 | London          | Einladungsturnier     | Steve Davis                 | Mike Hallett                 | 9:0       |
| Februar 1988                 | English Professional Championship       | Ipswich         | Non-Ranking           | Dean Reynolds               | Neal Foulds                  | 9:5       |
| Februar 1988                 | Scottish Professional Championship      | Edinburgh       | Non-Ranking           | Stephen Hendry              | Murdo MacLeod                | 10:4      |
| Februar 1988                 | Irish Professional Championship         | Antrim          | Non-Ranking           | Jack McLaughlin             | Dennis Taylor                | 9:4       |
| 21. Februar bis 6. März 1988 | British Open                            | Derby           | Weltranglistenturnier | Stephen Hendry              | Mike Hallett                 | 13:2      |
| 16. bis 19. März 1988        | World Cup                               | Bournemouth     | Einladungsturnier     | Team England                | Team Australien              | 9:7       |
| 22. bis 27. März 1988        | Irish Masters                           | Kill            | Einladungsturnier     | Steve Davis                 | Neal Foulds                  | 9:4       |
| 6. bis 9. April 1988         | Kent Cup                                | Peking          | Non-Ranking           | John Parrott                | Martin Clark                 | 5:1       |
| 16. April bis 2. Mai 1988    | Snookerweltmeisterschaft                | Sheffield       | Weltranglistenturnier | Steve Davis                 | Terry Griffiths              | 18:11     |
| 7. bis 14. Mai 1988          | Pontins Professional                    | Prestatyn       | Non-Ranking           | John Parrott                | Mike Hallett                 | 9:1       |

## Qualifikationsturniere
| Datum         | Turnier                           | Austragungsort | Sieger         | Finalist        | Ergebnis |
| ------------- | --------------------------------- | -------------- | -------------- | --------------- | -------- |
| November 1985 | WPBSA Pro Ticket Series – Event 1 | Prestatyn      | Anthony Harris | Tony Putman     | 5:1      |
| November 1985 | WPBSA Pro Ticket Series – Event 2 | Barry Island   | Terry Parsons  | Robert Marshall | 5:2      |
| Mai 1986      | WPBSA Pro Ticket Series – Event 3 | Barry Island   | Martin Clark   | Paul Cavney     | 5:2      |
| Mai/Juni 1986 | WPBSA Pro Ticket Series – Event 4 | Brean Sands    | Gary Wilkinson | Jim Chambers    | 5:1      |

## Weltrangliste
Die Snookerweltrangliste wurde nur nach jeder vollen Saison aktualisiert und berücksichtigt die Leistung der vergangenen zwei Saisons. Die folgende Tabelle zeigt die 32 besten Spieler der Weltrangliste der Saison 1987/88; beruht also auf den Ergebnissen der Saisons 85/86 und 86/87. In den Klammern wird jeweils die Vorjahresplatzierung angegeben.
| Platz 1 – 8 | Platz 1 – 8          | Platz 9 – 16 | Platz 9 – 16           | Platz 17 – 24 | Platz 17 – 24        | Platz 25 – 32 | Platz 25 – 32        |
| ----------- | -------------------- | ------------ | ---------------------- | ------------- | -------------------- | ------------- | -------------------- |
| 1           | Steve Davis (1)      | 9            | Alex Higgins (6)       | 17            | Cliff Wilson (23)    | 25            | David Taylor (21)    |
| 2           | Jimmy White (5)      | 10           | Silvino Francisco (12) | 18            | Peter Francisco (26) | 26            | Eddie Charlton (25)  |
| 3           | Neal Foulds (13)     | 11           | Willie Thorne (7)      | 19            | John Virgo (19)      | 27            | Dave Martin (28)     |
| 4           | Cliff Thorburn (2)   | 12           | Rex Williams (16)      | 20            | Tony Meo (11)        | 28            | John Spencer (??)    |
| 5           | Joe Johnson (8)      | 13           | John Parrott (17)      | 21            | Kirk Stevens (9)     | 29            | Barry West (30)      |
| 6           | Terry Griffiths (10) | 14           | Doug Mountjoy (14)     | 22            | John Campbell (18)   | 30            | Murdo MacLeod (22)   |
| 7           | Tony Knowles (4)     | 15           | Dean Reynolds (29)     | 23            | Stephen Hendry (??)  | 31            | Steve Longworth (31) |
| 8           | Dennis Taylor (3)    | 16           | Mike Hallett (27)      | 24            | Eugene Hughes (20)   | 32            | Tony Drago (??)      |